# Дьюла Фельдманн
Дьюла Фельдманн (угор. Feldmann Gyula, 16 листопада 1890, Сегед — 31 жовтня 1955, Будапешт) — угорський футболіст, що грав на позиції захисника. По завершенні ігрової кар'єри — тренер.

## Клубна кар'єра
У дорослому футболі дебютував 1906 року виступами за команду клубу «Немзеті СК», в якій провів чотири сезони.
Протягом 1910—1913 років захищав кольори команди клубу «Ференцварош».
Своєю грою за останню команду привернув увагу представників тренерського штабу клубу МТК (Будапешт), до складу якого приєднався 1913 року. Відіграв за клуб з Будапешта наступні дев'ять сезонів своєї ігрової кар'єри.
Завершив професійну ігрову кар'єру у клубі «Маккабі» (Брно), за команду якого виступав протягом 1921—1924 років.

## Виступи за збірну
1910 року дебютував в офіційних матчах у складі національної збірної Угорщини. Протягом кар'єри у національній команді, яка тривала 11 років, провів у формі головної команди країни 10 матчів.

## Кар'єра тренера
Розпочав тренерську кар'єру, ще продовжуючи грати на полі, 1921 року, очоливши тренерський штаб клубу «Маккабі» (Брно).
1924 року став головним тренером команди «Бремер СВ», тренував бременський клуб два роки.
Згодом протягом 1926—1928 років очолював тренерський штаб клубу МТК (Будапешт).
1930 року прийняв пропозицію попрацювати у клубі «Фіорентина». Залишив «фіалок» 1931 року.
Протягом 3 років, починаючи з 1931, був головним тренером команди «Палермо». Вивів клуб до Серії А.
1934 року був запрошений керівництвом клубу «Інтернаціонале» очолити його команду, з якою пропрацював до 1936 року. У сезоні 1934—1935 зайняв з командою друге місце в чемпіонаті Італії.
З 1936 і по 1938 рік очолював тренерський штаб команди «Торіно».
Протягом тренерської кар'єри також очолював команди клубів «Альтона 93», «Петролул» та «Югославія».
Останнім місцем тренерської роботи був клуб МТК (Будапешт), головним тренером команди якого Дьюла Фельдманн був з 1939 по 1940 рік.
Помер 31 жовтня 1955 року на 65-му році життя у місті Будапешт.
| Дата       | Місто    | Господарі | Результат | Гості    | Турнір           | Голи | Примітки |
| ---------- | -------- | --------- | --------- | -------- | ---------------- | ---- | -------- |
| 06/11/1910 | Будапешт | Угорщина  | 3 – 0     | Австрія  | товариський матч | -    |          |
| 06/01/1911 | Мілан    | Італія    | 0 – 1     | Угорщина | товариський матч | -    |          |
| 06/05/1917 | Відень   | Австрія   | 1 – 1     | Угорщина | товариський матч | -    |          |
| 03/06/1917 | Будапешт | Угорщина  | 6 – 2     | Австрія  | товариський матч | -    |          |
| 15/07/1917 | Відень   | Австрія   | 1 – 4     | Угорщина | товариський матч | -    |          |
| 07/10/1917 | Будапешт | Угорщина  | 2 – 1     | Австрія  | товариський матч | -    |          |
| 04/11/1917 | Відень   | Австрія   | 1 – 2     | Угорщина | товариський матч | -    |          |
| 02/06/1918 | Відень   | Австрія   | 0 – 2     | Угорщина | товариський матч | -    |          |
| 05/10/1919 | Відень   | Австрія   | 2 – 0     | Угорщина | товариський матч | -    |          |
| 02/05/1920 | Відень   | Австрія   | 2 – 2     | Угорщина | товариський матч | -    |          |
| Усього     |          | Матчів    | 10        |          | Голів            | 0    |          |